# Anselme Marchal

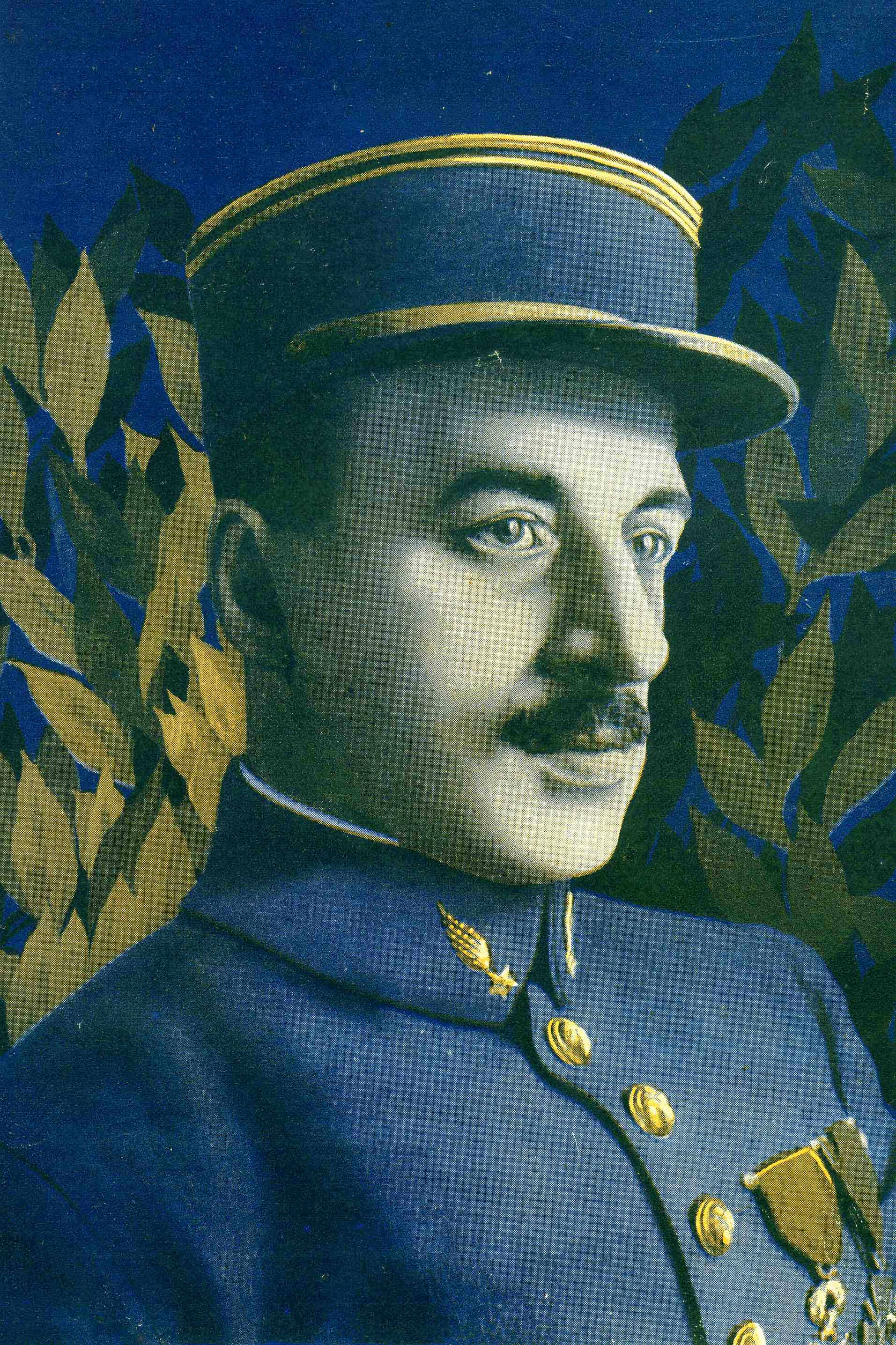
Anselme Marchal, 1918

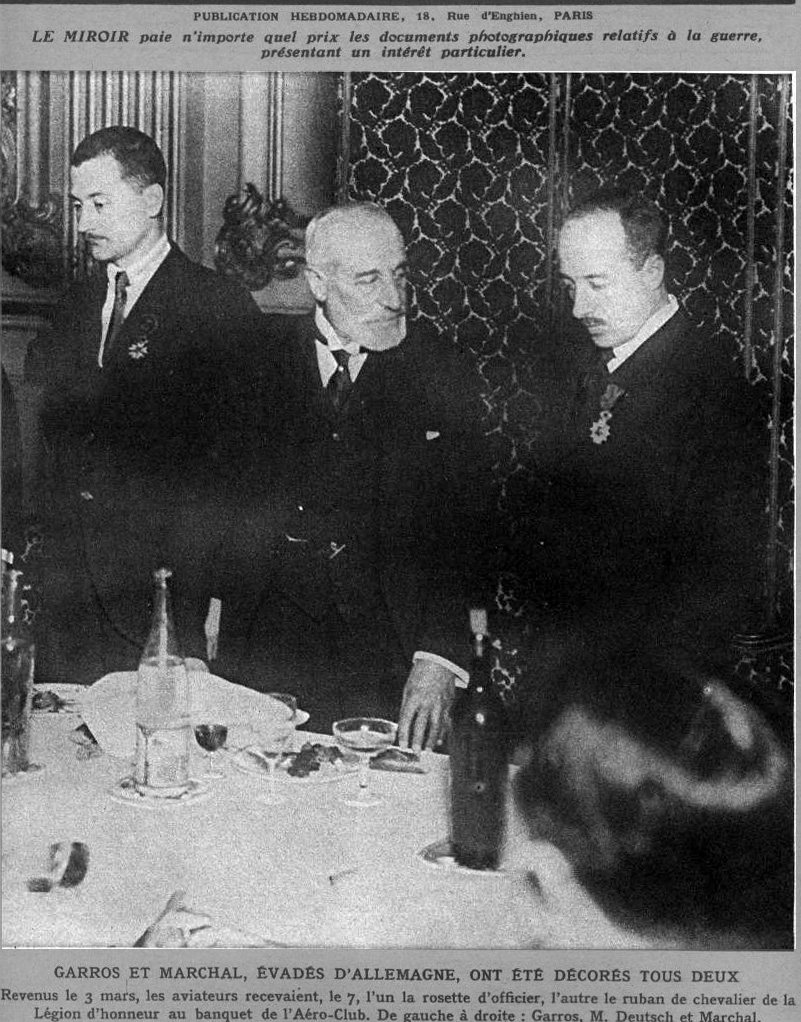
Marchal rechts, 1918 nach der Rückkehr nach Frankreich

Anselme-Léon-Emile Marchal (* 23. Dezember 1882 in Münster BE, Schweiz; † 17. Juni 1921 in Paris) war ein französischer Flugpionier.

## Leben
Marchal hatte im Jahr 1910 als einer der ersten eine Fluglizenz erworben. Während des Ersten Weltkriegs plante das französische Militär einen Langstreckenflug von Frankreich über Deutschland nach Russland. Ziel war ein propagandistischer Erfolg und die Demonstration, dass eine Bombardierung von Zielen tief im gegnerischen Hinterland möglich ist. Leutnant Marchal verfügte neben seiner Flugerfahrung über gute Kenntnisse der deutschen Sprache und wurde daher als Pilot für das Vorhaben ausgewählt. Er startete am 20. Juni 1916 auf dem Flugplatz von Nancy mit einer umgebauten Nieuport 12. Sie war mit Zusatztanks ausgerüstet und verfügte so über 354 Liter Benzin und 88 Liter Öl. Statt der üblichen 2,5 Stunden konnte sie damit 14 Stunden ununterbrochen in der Luft bleiben. Die Fläche der Flügel war von 18 auf 25 m² vergrößert worden, um die größere Last tragen zu können. Das Startgewicht des Flugzeugs betrug etwa 1.000 Kilogramm.
Der Flug führte plangemäß in der Nacht über Berlin. Der Rückflug sollte später über Wien führen. Marchal warf über Berlin 5.000 Flugblätter ab und setzte seinen Flug in Richtung Sankt Petersburg fort. Aufgrund von Zündungsproblemen musste er jedoch nach 1300 Kilometern, etwa 100 Kilometer vor Erreichen der russischen Linien, in der Nähe des polnischen Chelm notlanden. Er tauschte zwei Kerzenstecker aus, konnte jedoch trotzdem den Motor nicht wieder starten. Das gelandete Flugzeug wurde dann von Soldaten Österreich-Ungarns umstellt, die zunächst nicht glaubten, dass das Flugzeug aus Frankreich gekommen war.
Marchal geriet in Kriegsgefangenschaft und wurde zunächst im österreichischen Salzerbach interniert. Nach drei erfolglosen Fluchtversuchen Marchals verlegte man ihn im Winter 1916 in ein Kriegsgefangenenlager für Offiziere nach Magdeburg. Er war dort im Kavalier Scharnhorst der Festung Magdeburg interniert. Einer der Mitgefangenen war der bekannte französische Pilot Roland Garros. Gemeinsam mit Garros plante er einen erneuten Fluchtversuch. Am 24. Februar 1918 gelang den beiden, verkleidet als deutsche Offiziere, die Flucht. Sie gelangten über England zurück nach Frankreich.
Marchal wurde in die Reserve versetzt und am 15. Oktober 1918 zum Ritter der Ehrenlegion ernannt. Er verfasste seine Memoiren, die 1919 als Buch erschienen. 1921 starb Marchal im Alter von lediglich 38 Jahren.